# エリザベス要塞

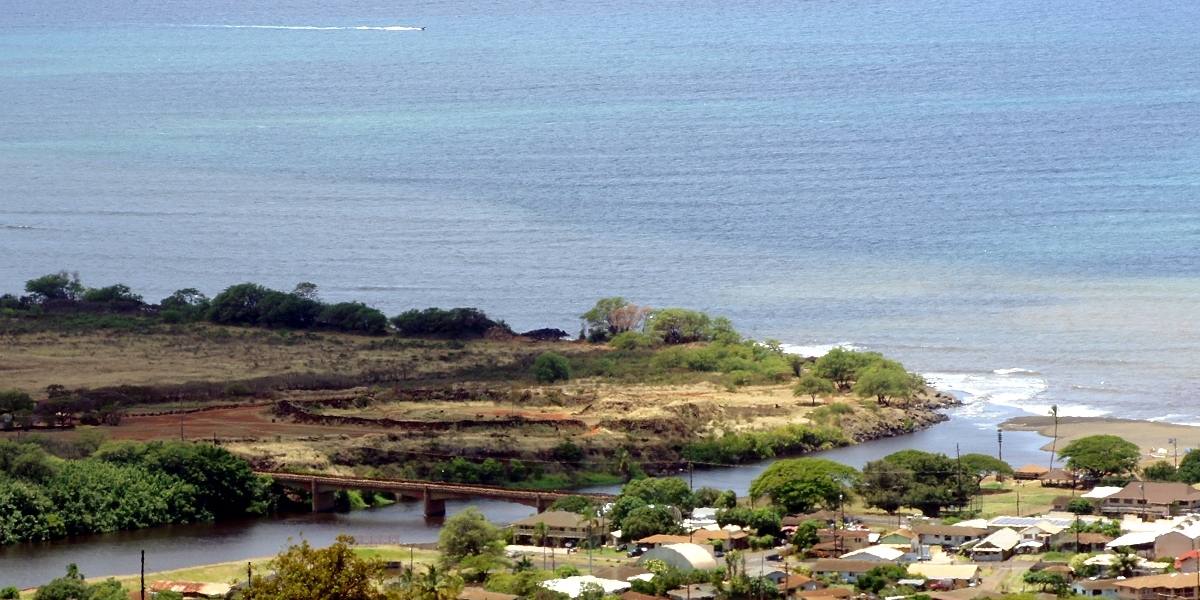
ワイメア川左岸のエリザベス要塞跡（2017年）

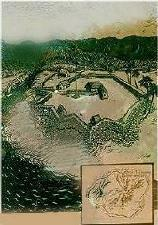
エリザベス要塞（1817年）

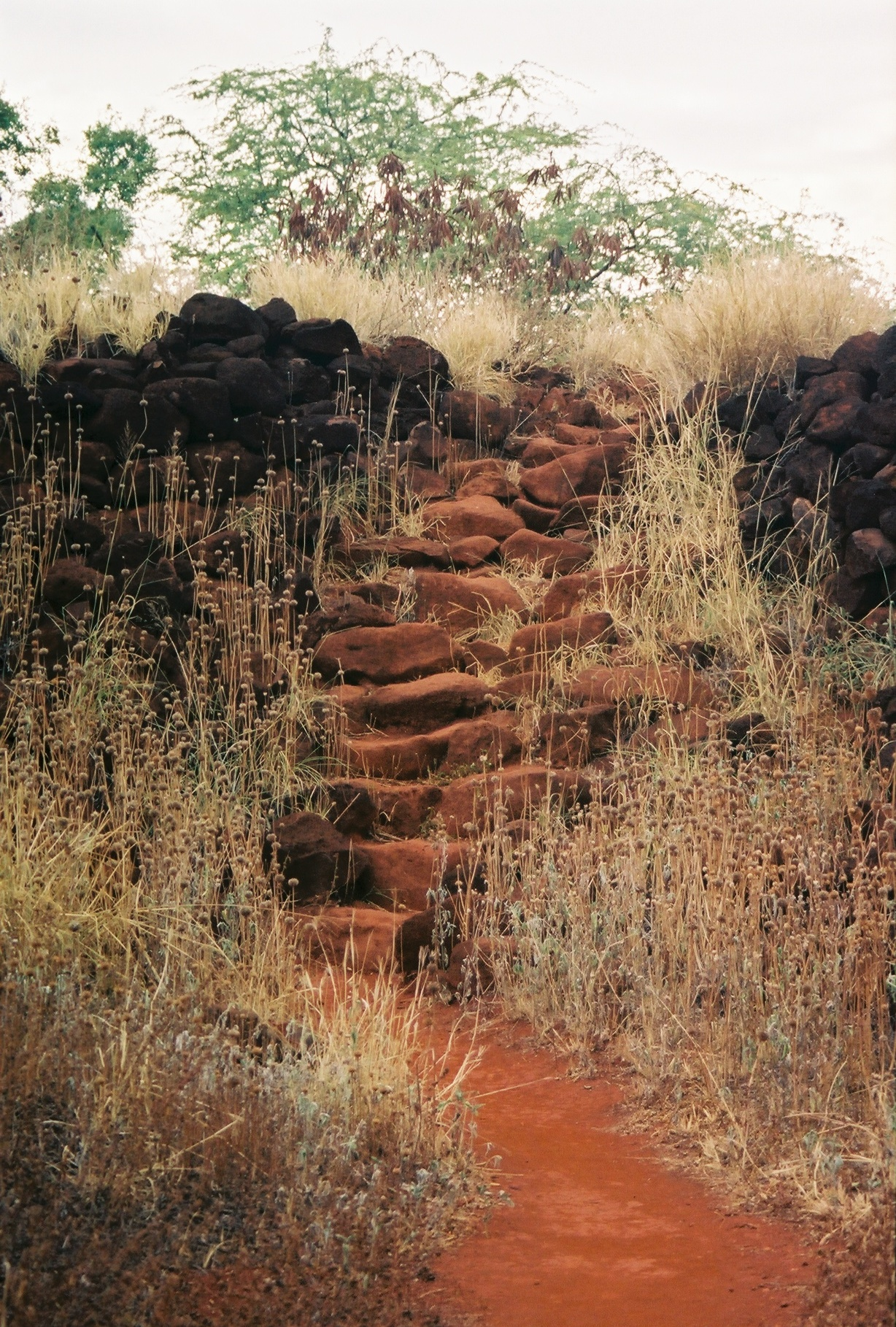
エリザベス要塞への石の階段

エリザベス要塞（英語: Fort Elizabeth）または、エリザヴェータ要塞（ロシア語: Елизаветинская крепость）は、1816年にハワイ王国（現在のアメリカ合衆国ハワイ州）カウアイ島ワイメアに、ロシア帝国が当時の皇后エリザヴェータ・アレクセーエヴナの名を付けて建設した要塞である。

## 要塞の建設と破棄
1815年、カウアイ島の王カウムアリイは、すでにカメハメハ大王へ恭順を誓っていたのもかかわらず、ロシア帝国の国策会社である露米会社のドイツ人、ゲオルク・アントン・シェーファーに会った時、ロシア帝国のアレクサンドル1世の保護国になってもいいとの条約を認める。カウムアリイ王はシェーファーへカウアイ島南西部のワイメアに要塞を作る許可を与え、アレクサンドル1世の皇后エリザヴェータ・アレクセーエヴナの名を取って、エリザヴェータ要塞と名付けられた。また同時期に、カウアイ島北部のハナレイにアレクサンドル要塞とバルクライ・ド・トーリ要塞も露米会社により作られている。
1817年、エリザヴェータ要塞はワイメア川の左岸に、ワイメア湾を見下ろすように作られ、そこは1778年にジェームズ・クックが初めてハワイ諸島へ上陸した地点のワイメア川向かいであった。要塞の全体はほぼ八角形の星型要塞で、縦91メートル、横140メートルで、堡塁は高さ6.1メートルであった。要塞の中には教会があり、これはハワイで最初の正教会であった。しかし、シェーファーにロシア皇帝の後ろ盾がないことが分かり、彼はカウアイ島を退去させられた。ハワイ王国海軍を率いていたアレクサンダー・アダムズは1817年10月少し前にエリザヴェータ要塞を占領して、ロシア国旗をハワイ王国国旗に変えている。
1824年にカウムアリイ王の息子のフメフメがこの要塞を襲って反乱を企てるが、逆にそこで捉えられてしまう。要塞は1853年に使用中止されている。
その後、1860年代にエリザヴェータ要塞にあった銃、大砲なども取り外されて、要塞は完全に廃棄された。

## 現在は州立公園
現在、この要塞跡は「ロシアのエリザベス要塞」（"Russian Fort Elizabeth"）としてアメリカ合衆国国定歴史建造物になっていて、回りはハワイ州立歴史公園になっている。簡単な案内所があり、資料を貰い自分で公園内を回ることができる。

## エリザベス要塞フォーラム 2017
要塞の設立200周年を記念して、「エリザベス要塞フォーラム 2017」がカイアイ島マリオット・ホテル（Courtyard Marriott Kauai at Coconut Beach）で2017年11月11-13日にで開催された。2つのセッションと円卓議論が行われ、エリザベス要塞への訪問も行われた。カウムアリイ王の像を設立、ビジターセンターを建てるプロジェクト も発表された。米国内からの出席者だけでなく、ロシア連邦のモスクワから、ワシントンD.C.のロシア大使館からの代表も参加した。ロシア24（Russia-24）テレビの取材も行われ、ニュースで放送された。 

## 交通
カウアイ島の南西海岸を行くハワイ州立道50号線（Kaumualii Highway）でワイメアの町を過ぎて東へ向かい、ワイメア川を渡った所の海岸にある。 